# ソフィ・マリノヴァ
ソフィ・マリノヴァ（ブルガリア語: Софи Маринова / Sofi Marinova、1975年12月5日 - ) は、ブルガリア西部エトロポレ出身のロマ人（ジプシー）ポップ・フォーク歌手である。
17歳のときに地元の民族楽団に加わって以来、音楽の道を歩んできた。その後、ポップ・フォークのプロデューサ・ペトル・アントノフ（Петър Антонов / Petar Antonov）に見出され、1997年にブルガリアの民謡やポップ・フォークを取り扱う大手レコード会社であるアラと契約、ポップ・フォーク歌手として2004年まで同社の契約の下で活動する。2004年にサニー・ミュージックと契約、スラヴィ・トリフォノフやウスタタ、アジスなどとも共演する。

## ユーロビジョン・ソング・コンテスト
ソフィ・マリノヴァは複数回にわたってユーロビジョン・ソング・コンテストのブルガリア代表を目指し、国内予選に挑んできた。
ブルガリアが初めてユーロビジョン・ソング・コンテストに参加した2005年大会のブルガリア代表を目指し、スラヴィ・トリフォノフとのデュエットで国内予選に参加したものの、カッフェに敗れて2位となった。2006年大会でもトリフォノフと組んで国内予選に挑むが3位に終わる。2007年大会ではラッパーのウスタタと組んで国内予選に参加するが、エリツァ・トドロヴァ＆ストヤン・ヤンクロフに敗れ、またしても2位に終わる。2011年大会でも国内予選に参加するが、ブルガリア代表の座を勝ち取ることはできなかった。
2012年2月29日に行われたユーロビジョン・ソング・コンテスト2012のブルガリア国内予選の決勝では、デシ・スラヴァなどの競合歌手を下し、念願のブルガリア代表の地位を手にした。ユーロビジョン・ソング・コンテスト2012本戦は、同年5月にアゼルバイジャンのバクーで開催される。

## アルバム
- Edinstven moi（1997年）
- Moiat sun（1998年）
- Studen Plamak（1999年）
- Nejna e noshta（2000年）
- Osudena liubov（2002年）
- 5 oktavi liubov（2004年）
- Hitove（2005年）
- Obicham（2005年）
- Ostani（2006年）
- Vreme Spri（2008年）
- VIPat（2009年）